# Sumu-abum

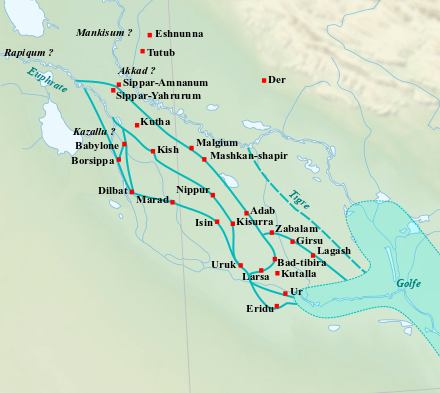
Mapa ważniejszych miast południowej Mezopotamii w 1 połowie II tys. p.n.e.

Sumu-abum (Sūmû-abum) – przywódca jednego z plemion amoryckich, który w 1894 p.n.e. przejął władzę w Babilonie zakładając I dynastię z Babilonu i panował przez 14 lat (1894–1881 p.n.e. – chronologia średnia).
Kontrolowany przez niego obszar był niewielki i obejmował, oprócz samego Babilonu, położone w najbliższej odległości miasta Borsippa, Dilbat i Kuta. Panowanie Sumu-abuma upłynęło na ustawicznych walkach o utrzymanie niepodległości z okolicznymi rywalami takimi jak miasta-państwa Kazallum, Kisz czy Sippar.